# Ухта
Ухта (на руски: Ухта; на коми: Уква) е град в Русия, разположен в градски окръг Ухта, автономна република Коми. Населението на града към 1 януари 2018 е 97 087 души.
Основан е през 1929 г. като село Чибю. През 1939 г. е преименуван на Ухта, а през 1943 получава статут на град.
Икономиката на града разчита основно на добива на нефт и природен газ. Местните хора са откривали тези ресурси в района още през 17 век. Това е първото нефтодобивно селище в Русия. В близост до Ухта и съседното селище Сосногорск са разположени множество нефтопреработвателни и газопреработвателни предприятия на Лукойл и Газпром.

## История
Нефтените залежи покрай река Ухта са известни още от 17 век. През 1868 г. индустриалецът М. К. Сидоров започва сондирането на нефт в района. Това е един от първите разработени нефтени залежи в Русия.
През 1929 г. в района на Ухта е предприета голяма експедиция. От Архангелск експедицията стига по море до устието на река Печора, а след това използва речни плавателни съдове до Шчеляюр и Ижма, откъде експедицията продължава нагоре по течението на реките Ижма и Ухта. На 21 август 1929 г. при устието на река Чибю пристига експедиция от 125 души – затворници, изгнаници, цивилни служители и охрана. С това започва строителството на ново селище, което получава названието Чибю (от 1939 г. – Ухта).
На брега по време на пристигането на експедицията има само две стари сгради. Въвежда се 12-часов работен ден, седем дни в седмицата, и се започва изчистване на гората за място за сгради, както и се прокарва телефонна линия до Уст Ухта.
През октомври и декември 1929 г. пристигат още 2 групи затворници и към началото на 1930 г. в селището вече живеят 200 души, подчинени на лагерна структура на власт. През пролетта на 1930 г. е построена сонда, която през есента дава първия промишлен поток от девонски нефт. Скоро след това започва строителството на автомобилен път, свързващ Ухта с Уст Вим с дължина 260 километра, а след това и железопътната линия Котлас – Воркута, преминаваща и през Ухта.
На 6 юни 1931 г. е създаден Ухтпечлаг – лагер към ГУЛАГ. През 1932 г. е построена малка електроцентрала, която да осигурява осветление на селището. По това време е открито първото училище и е създаден совхоз в близост до устието на река Чибю. Организирана е театрална група от затворници. Прокарана е канализация, радиовръзка, построени са стадион, хотел, парк с летен театър.
На 26 октомври 1938 г. Чибю получава статут на селище от градски тип, а лагерните власти отстъпват ръководството му на гражданската администрация. През 1939 г. селището е преименувано на Ухта и започва да се разглежда предложението столицата на Автономна съветска социалистическа република Коми да се премести от Сиктивкар в Ухта. Немското нахлуване в СССР, обаче, осуетява този план.
През 1943 г. Ухта получава статут на град. След края на войната с бързи темпове се развива нефтено-газовата добивна и преработвателна промишленост и, както и строителната промишленост. За доставянето на нефт и природен газ са построени тръбопроводи. В днешно време Ухта има сравнително развит промишлен потенциал и развита производствена инфраструктура.

## Население
| 1939    | 1959   | 1970   | 1979   | 1989    | 1996    | 2002    |
| ------- | ------ | ------ | ------ | ------- | ------- | ------- |
| 2700    | 36 154 | 62 923 | 87 467 | 110 548 | 104 100 | 103 340 |
| 2006    | 2010   | 2012   | 2013   | 2014    | 2015    | 2016    |
| 103 300 | 99 591 | 99 847 | 99 513 | 99 155  | 98 894  | 98 293  |

## Климат
Климатът в Ухта е субполярен. Средната годишна температура е -0,5 °C, средната влажност на въздуха е 76%, а средното количество годишни валежи е около 531 mm.
| Климатични данни за Ухта              | Климатични данни за Ухта | Климатични данни за Ухта | Климатични данни за Ухта | Климатични данни за Ухта | Климатични данни за Ухта | Климатични данни за Ухта | Климатични данни за Ухта | Климатични данни за Ухта | Климатични данни за Ухта | Климатични данни за Ухта | Климатични данни за Ухта | Климатични данни за Ухта | Климатични данни за Ухта |
| Месеци                                | яну.                     | фев.                     | март                     | апр.                     | май                      | юни                      | юли                      | авг.                     | сеп.                     | окт.                     | ное.                     | дек.                     | Годишно                  |
| Абсолютни максимални температури (°C) | 1,7                      | 3,0                      | 13,0                     | 23,8                     | 30,6                     | 33,5                     | 34,0                     | 32,5                     | 27,2                     | 20,0                     | 9,6                      | 3,6                      | 34,0                     |
| Средни максимални температури (°C)    | −13,1                    | −10,9                    | −2,4                     | 4,6                      | 12,1                     | 18,9                     | 22,1                     | 17,3                     | 10,7                     | 2,9                      | −6,2                     | −10,6                    | 3,8                      |
| Средни температури (°C)               | −16,5                    | −14,7                    | −6,8                     | −0,5                     | 6,3                      | 13,3                     | 16,5                     | 12,4                     | 6,9                      | 0,4                      | −8,9                     | −13,8                    | −0,5                     |
| Средни минимални температури (°C)     | −20                      | −18,1                    | −10,9                    | −5                       | 1,6                      | 8,2                      | 11,6                     | 8,4                      | 4,0                      | −1,8                     | −11,6                    | −17,2                    | −4,2                     |
| Абсолютни минимални температури (°C)  | −46                      | −43,9                    | −36,1                    | −28,4                    | −16,9                    | −4                       | 0,7                      | −3,9                     | −8                       | −25                      | −37,8                    | −49                      | −49                      |
| Средни месечни валежи (mm)            | 31                       | 24                       | 26                       | 27                       | 42                       | 65                       | 68                       | 68                       | 52                       | 52                       | 37                       | 37                       | 531                      |
| ------------------------------------- | ------------------------ | ------------------------ | ------------------------ | ------------------------ | ------------------------ | ------------------------ | ------------------------ | ------------------------ | ------------------------ | ------------------------ | ------------------------ | ------------------------ | ------------------------ |
| Източник: Погода и Климат             |                          |                          |                          |                          |                          |                          |                          |                          |                          |                          |                          |                          |                          |